# Крюков Микола Миколайович (актор)
Микола Миколайович Крюков (рос. Никола́й Никола́евич Крю́ков; 1915, Тверська губернія, Російська імперія — 17 квітня 1993, Санкт-Петербург, Росія) — радянський, російський актор театру і кіно. Заслужений артист РРФСР (1991).

## Життєпис
Народився 1915 р. в селі Замитье Тверської губернії. Закінчив студію Великого драматичного театру в Ленінграді (1935).
З 1936 — актор Театру-студії під керівництвом С.Е. Радлова. Під час війни, після евакуації трупи в П'ятигорськ, виявився в окупації. Після звільнення Радлова з ГУЛАГу, грав в його останніх постановках в Ризькому театрі російської драми (1956—1958). Також грав в театрах Тбілісі, Калінінграда (Твері), Ростова-на-Дону. 
 
У кіно — з 1938 року, з 1958 — актор кіностудії «Ленфільм».. Зіграв понад ста кіноролей. Фільм «Останній дюйм» (1958) приніс актору широку популярність і Другу премію за чоловічу роль Всесоюзного кінофестивалю (1960).
Завдяки своїй зовнішності, часто грав ролі іноземців (шпигуна, барона, консула...), академіка, військових високопосадовців тощо.
Знявся в ряді українських кінофільмів.
Пішов з життя в Санкт-Петербурзі 17 квітня 1993 року. Похований на Серафимівському кладовищі.

## Фільмографія
- 1936: «Морський пост» — композитор
- 1938: «Четвертий перископ» — матрос
- 1953: «Кораблі штурмують бастіони» — камео
- 1957: «Незвичайне літо» — епізод
- 1958: «Останній дюйм» — Бен Енслі (роль озвучив Юрій Толубєєв)
- 1960: «Їм було дев'ятнадцять» — Лепко
- 1960: «Фортеця на колесах» — Вальтер фон Лютвіц
- 1960: «Звичайна історія» — Гаргантон
- 1960: «Сильніший за ураган» — капітан Бєлоус
- 1960: «Лагідна» — полковник
- 1961: «Піднята цілина» — Устин Михайлович Рикалін
- 1962: «Закон Антарктиди» — барон де Жеверен
- 1962: «Порожній рейс» — Волков
- 1963: «Мандат» — батько Хміль, отаман банди
- 1963: «Три доби після безсмертя» — Захар Прохоров
- 1963: «Вулиця Ньютона, будинок 1» — Растєгаєв, голова риболовецького колгоспу
- 1964: «Дочка Стратіона» — Іван Тимофійович Стратіон, командир партизанського загону
- 1964: «Космічний сплав» — Григорій Петрович
- 1965: «Акваланги на дні» — полковник прикордонних військ
- 1965: «Двадцять шість бакинських комісарів» — англійський консул
- 1965: «Над нами Південний хрест» — Микола Петрович, директор судноремонтного заводу в Херсоні
- 1965: «Чисті ставки» — майор Ржанов, начальник військової друкарні
- 1965: «Хочу вірити» — Семчук Семен Григорович, колишній підпільник
- 1965: «Перевірено — мін немає» — полковник Дункель, він же Фідлер, він же Похмурий
- 1966: «Два роки над прірвою» — Симонов / Соболєв
- 1966: «По тонкому льоду» — полковник Дункель, він же Фідлер, він же Похмурий
- 1967: «Туманність Андромеди» — Ерг Ноор, член Ради Зореплавання, начальник 37-ї зоряної експедиції, командир зорельота «Тантра»
- 1967: «Полуденний пором» — льотчик
- 1967: «Сильні духом» — генерал розвідцентра
- 1967: «Запам'ятаємо цей день» — офіцер
- 1968: «Помилка Оноре де Бальзака» — Віктор Гюго
- 1968: «Один шанс із тисячі» — Двигубський
- 1969: «Її ім'я — Весна» — головлікар
- 1969: «Король гір та інші» — Іван
- 1969: «Та сама ніч» — Стожар
- 1969: «Ніч перед світанком» — полковник
- 1970: «Балада про Берінга і його друзів» — генерал-адмірал Апраксин
- 1970: «І був вечір, і був ранок...» — офіцер
- 1970: «Крах імперії» — генерал Хабалов
- 1970: «Посланці вічності» — Микола Ілліч Подвойський
- 1971: «Місто під липами» ((латис.) Pilsēta zem liepām) — Мєшков
- 1971: «Дозвольте зліт!» — пасажир літака
- 1971: «Пропажа свідка» — Юрій Степанович, слідчий
- 1971: «Червоний дипломат. Сторінки життя Леоніда Красіна» — англієць
- 1972: «Довга дорога в короткий день» — новосибірський вчений
- 1972: «Ті, що йдуть за обрій» — Іван Нікодимич Шульман
- 1973: «Земля Санникова» — морський офіцер
- 1973: «Розумні речі» — старий, господар «розумних речей»
- 1973: «А ви кохали коли-небудь?» — дідусь з двома онуками
- 1973: «Парашути на деревах» — Август Шиллят, лісничий
- 1973: «Старі стіни» — відпочиваючий
- 1974: «У те далеке літо» — Рудольф
- 1974: «Якщо хочеш бути щасливим» — член радянської делегації на випробуваннях вертольота
- 1975: «Бронзовий птах» — кубинський комуніст
- 1975: «Це було в Міжгір'ї» — Синявін
- 1975: «Одинадцять надій» — Костянтин Лапшин
- 1976: «Смерть під вітрилом» ((латис.) «Nāve zem buras») — Ієн Кейпл (озвучив Рудольф Панков)
- 1977: «Ніс» — чиновник
- 1977: «У зоні особливої уваги» — старий-лісничий, дід Пугачова
- 1978: «Бунтівний «Оріон»» — англійський адмірал
- 1979: «Акванавти» — Командор
- 1979: «Незнайомка» — старий, дядько Ніни, відвідувач корчми
- 1980: «Петровка, 38» — Овер'ян Прохорович, «Прохор», злочинець-власовець, рецидивіст, ватажок банди
- 1980: «Пригоди Шерлока Холмса і доктора Ватсона» — полковник Моран
- 1981: «Дівчина і Гранд» — Іван Никонович, директор іподрому
- 1981: «Два рядки дрібним шрифтом» — товариш Кирило, соціаліст
- 1981: «Довга дорога в дюнах» — Петро Нікодимич Єфимов
- 1981: «20 грудня» — генерал Каледін
- 1981: «Росія молода» — шведський адмірал Ярл Юленшерна
- 1982: «Острів скарбів» — Том Морган
- 1982: «Простір для маневру» — член комісії на захисті дисертації
- 1983: «Вовча яма» — генерал міліції Микола Опанасович Тимофєєв
- 1983: «Сім годин до загибелі» — лікар
- 1983: «Життя Берліоза» — король Ганноверу
- 1983: «Анна Павлова» — Оскар II, король Швеції
- 1984: «Дерева на асфальті» — Микита Семенович Горецький, вдівець, під час війни був партизаном
- 1985: «Вклонись до землі» — ветеран
- 1985: «Гум-Гам» — академік
- 1985: «Софія Ковалевська» — генерал Корвін-Круковський, батько Софії
- 1986: «Лівша» — одноокий аглицький адмірал
- 1987: «Срібні струни» — камергер двора Його Величності, Філіппов
- 1987: «Шабля без піхов» — Степан Іванович Чалий, генерал армії
- 1988: «Хліб — іменник» — батько Івана Полєтаєва
- 1989: «Етюди про Врубеля» — батько Івана Врубеля
- 1989: «Нетермінова весна» — Лук'ян Степанович
- 1989: «Процес» — епізод
- 1990: «Адвокат» — епізод
- 1990: «Кат» — дідусь Ольги
- 1991: «Циники» — букиніст
- 1991: «Рік гарної дитини» — шеф Інтерполу
- 1992: «Білі одежі» — Стефан Ігнатович Вонлярлярський
- 1992: «22 червня, рівно о 4 годині…» — батько Брагына, Федір